# Silver Spurs Arena

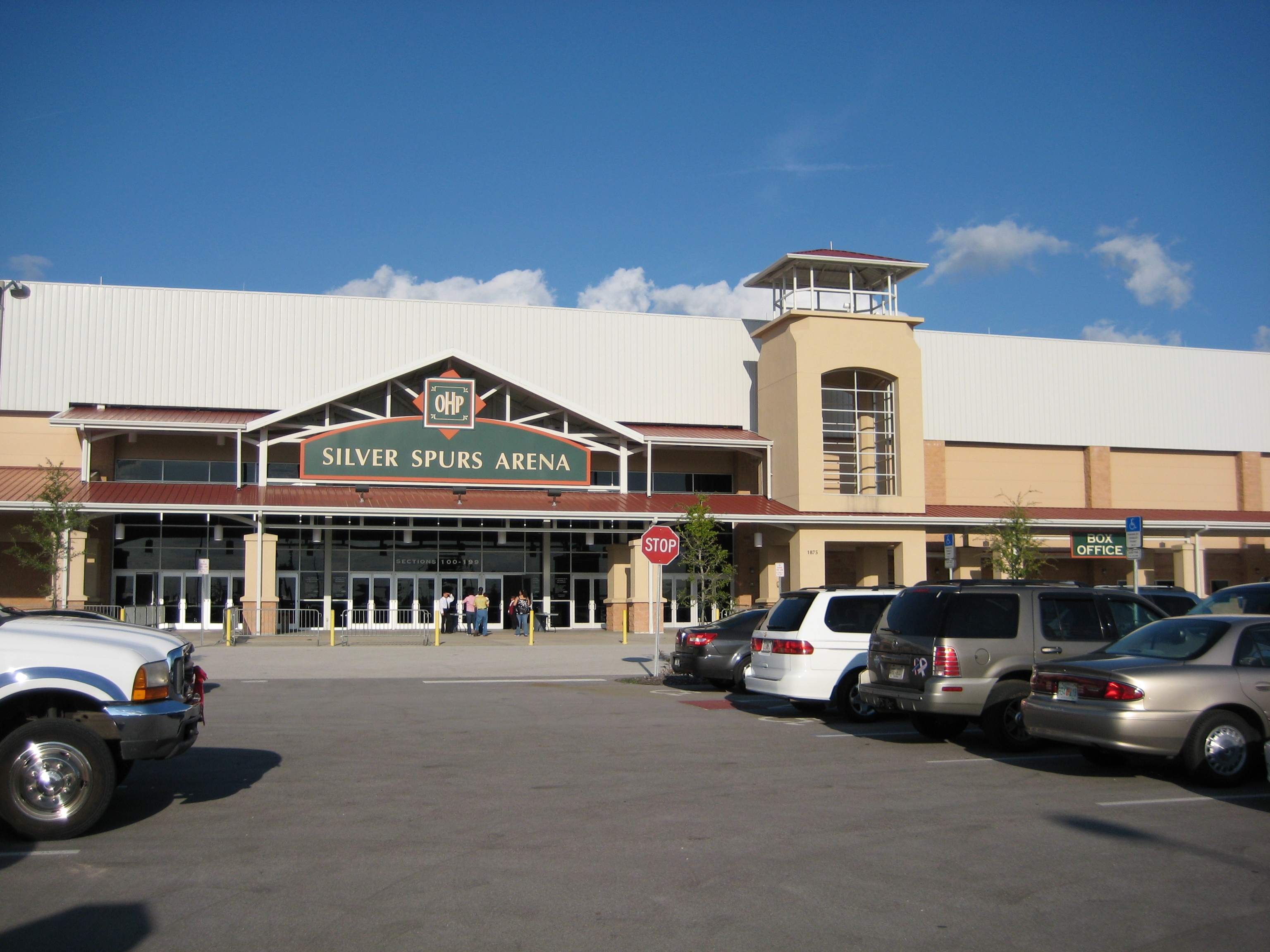

La Silver Spurs Arena est une salle omnisports située à Kissimmee, dans la banlieue sud d'Orlando, en Floride. Elle dispose de 8 000 places assises (mais peut être étendu à 10 500 places).
Le complexe a été construit en 2003. Il accueille deux fois par an le rodéo Silver Spurs Rodeo mais aussi des concerts, des foires et diverses rencontres sportives. De 2005 à 2007, il accueille l'équipe de hockey des Seals de la Floride. En 2005, il accueille également l'équipe de football en salle des Kreatures de Kissimmee en National Indoor Football League. Ces derniers changent ensuite leur nom en Osceola Football puis en Ghostriders d'Osceola en 2007 et évoluent dans le World Indoor Football League.
Le 11 avril 2023, est annoncé qu'il servirait de domicile au Magic d'Osceola de la NBA G League.